# Хроники сумерек: Эльфийская рукопись
«Хро́ники су́мерек: Эльфи́йская ру́копись» — второй DVD российской пауэр-метал группы «Эпидемия», который вышел на лейбле CD-Maximum 30 ноября 2006 года. Запись проходила в Москве в ДК Горбунова 2 декабря 2005 года.

## Об альбоме
Альбом представляет собой видеозапись живого исполнения «Эльфийской рукописи».

## Список композиций
| №   | Название                            | Текст песни | Музыка                | Длительность |
| --- | ----------------------------------- | ----------- | --------------------- | ------------ |
| 1.  | «Золотые драконы» (инструментал)    | —           | Ю. Мелисов            | 1:38         |
| 2.  | «Битва барабанщиков» (инструментал) | —           |                       | 1:01         |
| 3.  | «Час испытания»                     | Ю. Мелисов  | Ю. Мелисов            | 4:52         |
| 4.  | «Рождённый для битвы»               | Ю. Мелисов  | Ю. Мелисов, П. Бушуев | 6:03         |
| 5.  | «Пройди свой путь»                  | Ю. Мелисов  | Ю. Мелисов            | 5:30         |
| 6.  | «Кровь эльфов»                      | Ю. Мелисов  | Ю. Мелисов, И. Князев | 8:12         |
| 7.  | «На пороге ада»                     | Ю. Мелисов  | Ю. Мелисов            | 6:11         |
| 8.  | «Вечный воитель»                    | Ю. Мелисов  | Ю. Мелисов            | 5:00         |
| 9.  | «Романс о слезе»                    | Ю. Мелисов  | Ю. Мелисов            | 6:08         |
| 10. | «Магия и меч»                       | Ю. Мелисов  | Р. Валерьев           | 5:37         |
| 11. | «Осколки прошлого»                  | Ю. Мелисов  | Ю. Мелисов            | 4:12         |
| 12. | «Эпилог» (инструментал)             | —           | Ю. Мелисов            | 3:40         |

## Участники записи

### В ролях
- Дезмонд, полуэльф — Максим Самосват — вокал (на 3, 4, 5, 6, 7, 8, 9, 10, 11)
- Ирдис, эльфийский волшебник — Артур Беркут — вокал (на 3, 4, 7, 8)
- Трактирщик — Алексей «Lexx» Кравченко — вокал (на 7)
- Скай, синий дракон — Кирилл Немоляев — вокал (на 6, 8)
- Деймос, темный лорд — Дмитрий Борисенков — вокал (на 6, 10)
- Торвальд, рыцарь — Андрей Лобашёв — вокал (на 4, 5, 7, 8, 9)
- Алатиэль, эльфийская принцесса — Лана Баду — вокал (на 6, 9)

### Музыканты
- Юрий Мелисов — гитара
- Илья Мамонтов — гитара
- Илья Князев — бас-гитара
- Дмитрий Кривенков — ударные
- Дмитрий Иванов — клавишные
- Владимир Ермаков — ударные
- Григорий Стрелков — бэк-вокал
- Каскадёры Рыцарского Ордена «Virtus Credo» под управлением Константина Капустина